# Jules Muret (1805-1880)
Ne doit pas être confondu avec Jules Muret (1759-1847).
Jules Muret, parfois nommé Jules Muret-Tallichet pour le distinguer de son oncle, né le 4 mai 1805 à Vevey, mort le 17 février 1880 à Lausanne est une personnalité politique suisse.

## Biographie
Jules Muret est député au Grand Conseil du canton de Vaud de 1836 à 1848 et conseiller d'État du même canton de 1840 à 1845. Lors de la révolution vaudoise de 1845, il est nommé membre du gouvernement provisoire, mais il refuse sa nomination.
Jules Muret est le petit-fils de Jean-Louis Muret, auteur du Mémoire sur l'état de la population dans le Pays de Vaud et le neveu du conseiller d'État Jules Muret.